# Boer
Boer (svenskt uttal: boer; av nederländskan boer, "bonde", egentligen "som har samma boning") var de nederländska bönder, hantverkare och arbetare, samt fransmän som utvandrade till Sydafrika under 1600-talet. Boernas ättlingar kallas numera afrikander, språket de talar kallas afrikaans. Deras antal är omkring tre miljoner. Deras ättlingar med hottentotter kallas baster, även dessa talar afrikaans.

## Historia
Boerna kommer ursprungligen från Europa. Nederländska och snart nederlandiserade franska kolonister slog sig på 1600-talet ned i Sydafrika. Allteftersom tyska, portugisiska och andra nationaliteter kommit till området, har boerna kommit att inbegripa även några av dessas ättlingar. De först inflyttade var soldater eller bönder i tjänst hos Nederländska Ostindiska Kompaniet, som 1652 vid nuvarande Kapstaden anlade en hamnplats, från vilken sedan kolonisationen utgick. Nyinflyttade kolonister från Nederländerna tillkom, uttjänta soldater kvarstannade som åkerbrukare eller kreatursuppfödare, och 1687 ökades kolonisterna med ett mindre antal landsflyktiga franska hugenotter.

### Historisk demografi
Boerna utbredde sig småningom allt längre inåt landet, i synnerhet genom att de väpnade flyttningståg (treks, av holländska trekken, dra, flytta), som påbörjades redan under det nederländska väldets tid, vann ny fart, sedan britterna blivit herrar i Sydafrika (1795 och definitivt 1814), samt på grund av boerfolkets missnöje med den brittiska koloniförvaltningen mot slutet av 1830-talet tog form av en verklig utvandring till norra Natal och länderna bortom Oranje- och Vaalfloderna. På detta sätt kom boerfolket att bosätta sig utom i Kapkolonin, där de utgjort det förhärskande befolkningselementet i kolonins västra del, även i Oranjelandskolonin och Transvaal samt i en mindre del av norra Natal. De utvandrade boerna sammanslöt sig småningom till egna samhällen, de tidvis av Storbritannien oberoende Oranjefristaten och Sydafrikanska republiken jämte några kortlivade mindre republiker, men efter det stora andra boerkriget 1899-1902 tvingades de igen underkasta sig brittiska kronans övervälde.

## Etnologi
Deras språk, det så kallade taal, är en med främmande tillsatser mycket uppblandad nederländsk dialekt, utgående från de första kolonisternas ganska begränsade ordförråd. Det är sedan 1927 officiellt ett eget språk, och kallas afrikaans, bokstavligt översatt afrikanska. I religiöst avseende är boerna kalvinister.

## Boernationalismen efter boerkriget
Genom boerrepublikernas nederlag i kriget släcktes de vittgående politiska planer på Sydafrikas sammanslutning under boerfolkets ledning, vilka utvecklats inom vissa kretsar av det inflytelserika Afrikander-bond och mot 1890-talets slut behärskade flera av de ledande männen i de båda boerrepublikerna. Utom av detta förbund uppbars den nederländska nationalitetsrörelsen i Sydafrika av Zuidafrikaansche taalbond, vilket särskilt strävade för skriftnederländskans införande som undervisningsspråk i statsskolorna och som förvaltningsspråk i Kapkolonin. Efter boerkrigets slut miste denna nationalitetsrörelse sin politiska, mot det brittiska väldet riktade udd, men fortlevde på andra områden med oförminskad kraft. 
Med tiden repade sig boernationalismen gentemot det brittiska inslaget i Sydafrika, och var efter Nationalistpartiets maktövertagande 1948 och införandet av apartheid det som dominerade sydafrikansk politik fram till slutet av 1990-talet.